# ترشك (دوستان)
ترشك (بالفارسية: ترشک) هي قرية تقع في إيران في قسم دوستان الريفي. يقدر عدد سكانها بـ 24 نسمة .